# Liste der Fußballspieler des TSV 1860 München/Pokal
Als Ergänzung der Liste der Fußballspieler des TSV 1860 München stellt nachfolgende Liste dar, wie oft ein Spieler des TSV 1860 München seit Sommer 1945 in welchen Pokalwettbewerben eingesetzt wurde und wie viele Tore er dabei schoss. Tore in Elfmeterschießen werden hierbei nicht berücksichtigt. Spieler, die aktuell im Aufgebot des TSV 1860 stehen, sind blau hinterlegt.
Die Liste befindet sich auf dem Stand vom 16. November 2024 (nach dem verlorenen BFV-Pokalspiel gegen die SpVgg Unterhaching).
- Spieler: Name des Spielers
- DFB: DFB-Pokal: 1962/63–1969/70, 1974/75–1982/83, 1985/86, 1986/87, 1989/90, 1992/93, 1994/95–2018/19, 2020/21–2022/23
- SP: Süddeutscher Pokal: 1952/53, 1956/57–1962/63, 1970/71–1973/74
- BP: BFV-Pokal: 1950/51, 1982/83–1990/91, 1992/93; Toto-Pokal: 2017/18–2024/25
- LP: Ligapokal: 1972/73, 2000/01
- EP: Europapokal der Pokalsieger: 1964/65
- MP/UP: Messepokal/UEFA-Pokal (inklusive Qualifikationsspiele im UI-Cup): 1965/66, 1967/68–1969/70, 1996/97, 1997/98, 2000/01–2002/03
- EL/CL: Europapokal der Landesmeister/UEFA Champions League (inklusive Qualifikationsspiele): 1966/67, 2000/01

| Spieler                    | Spiele DFB | Tore DFB | Spiele SP | Tore SP | Spiele BP | Tore BP | Spiele LP | Tore LP | Spiele EP | Tore EP | Spiele MP/UP | Tore MP/UP | Spiele EL/CL | Tore EL/CL |
| -------------------------- | ---------- | -------- | --------- | ------- | --------- | ------- | --------- | ------- | --------- | ------- | ------------ | ---------- | ------------ | ---------- |
| Alessandro Abruscia        | 0          | 0        | –         | –       | 4         | 1       | –         | –       | –         | –       | –            | –          | –            | –          |
| Nicky Adler                | 2          | 0        | –         | –       | –         | –       | –         | –       | –         | –       | –            | –          | –            | –          |
| Daniel Adlung              | 8          | 0        | –         | –       | –         | –       | –         | –       | –         | –       | –            | –          | –            | –          |
| Rainer Adrion              | –          | –        | –         | –       | 2         | 2       | –         | –       | –         | –       | –            | –          | –            | –          |
| Dieter Agatha              | 5          | 0        | –         | –       | –         | –       | –         | –       | –         | –       | –            | –          | –            | –          |
| Paul Agostino              | 16         | 6        | –         | –       | –         | –       | 0         | 0       | –         | –       | 11           | 2          | 2            | 1          |
| Lukas Aigner               | –          | –        | –         | –       | 2         | 0       | –         | –       | –         | –       | –            | –          | –            | –          |
| Rainer Aigner              | 0          | 0        | –         | –       | 9         | 1       | –         | –       | –         | –       | –            | –          | –            | –          |
| Stefan Aigner              | 7          | 3        | –         | –       | –         | –       | –         | –       | –         | –       | –            | –          | –            | –          |
| Helmut Albert              | –          | –        | 6         | 0       | –         | –       | –         | –       | –         | –       | –            | –          | –            | –          |
| Hans-Peter Alt             | 4          | 3        | –         | –       | 1         | 0       | –         | –       | –         | –       | –            | –          | –            | –          |
| Amilton                    | 1          | 0        | –         | –       | –         | –       | –         | –       | –         | –       | –            | –          | –            | –          |
| Nicolas Andermatt          | 1          | 0        | –         | –       | 4         | 1       | –         | –       | –         | –       | –            | –          | –            | –          |
| Victor Andrade             | 2          | 0        | –         | –       | –         | –       | –         | –       | –         | –       | –            | –          | –            | –          |
| Martin Angha               | 1          | 0        | –         | –       | –         | –       | –         | –       | –         | –       | –            | –          | –            | –          |
| Werner Anzill              | 2          | 2        | 5         | 2       | –         | –       | –         | –       | –         | –       | –            | –          | –            | –          |
| Johann Auernhammer         | 2          | 2        | 16        | 3       | –         | –       | –         | –       | –         | –       | –            | –          | –            | –          |
| Erwin Aumüller             | 2          | 0        | –         | –       | 3         | 1       | –         | –       | –         | –       | –            | –          | –            | –          |
| Levent Ayçiçek             | 2          | 0        | –         | –       | –         | –       | –         | –       | –         | –       | –            | –          | –            | –          |
| Birol Aydemir              | –          | –        | –         | –       | 1         | 0       | –         | –       | –         | –       | –            | –          | –            | –          |
| Abdoulaye Ba               | 1          | 0        | –         | –       | –         | –       | –         | –       | –         | –       | –            | –          | –            | –          |
| Christian Bach             | –          | –        | –         | –       | 2         | 0       | –         | –       | –         | –       | –            | –          | –            | –          |
| Felix Bachschmid           | 0          | 0        | –         | –       | 3         | 4       | –         | –       | –         | –       | –            | –          | –            | –          |
| Florian Bähr               | –          | –        | –         | –       | 4         | 0       | –         | –       | –         | –       | –            | –          | –            | –          |
| Daniel Baier               | 9          | 0        | –         | –       | –         | –       | –         | –       | –         | –       | –            | –          | –            | –          |
| Moritz Bangerter           | –          | –        | –         | –       | 1         | 1       | –         | –       | –         | –       | –            | –          | –            | –          |
| Marcel Bär                 | 4          | 0        | –         | –       | 3         | 2       | –         | –       | –         | –       | –            | –          | –            | –          |
| Timo Bartnik               | –          | –        | –         | –       | 1         | 0       | –         | –       | –         | –       | –            | –          | –            | –          |
| Rainer Bauer               | –          | –        | –         | –       | 2         | 1       | –         | –       | –         | –       | –            | –          | –            | –          |
| Wolfgang Bauer             | –          | –        | –         | –       | 1         | 0       | –         | –       | –         | –       | –            | –          | –            | –          |
| Karl-Heinz Baumgartl       | 2          | 0        | –         | –       | 5         | 1       | –         | –       | –         | –       | –            | –          | –            | –          |
| Julian Baumgartlinger      | 1          | 0        | –         | –       | –         | –       | –         | –       | –         | –       | –            | –          | –            | –          |
| Baumgartner                | –          | –        | –         | –       | 1         | 0       | –         | –       | –         | –       | –            | –          | –            | –          |
| Karl Baumgärtner           | –          | –        | 1         | 0       | –         | –       | –         | –       | –         | –       | –            | –          | –            | –          |
| Gerhard Bechthold          | –          | –        | 7         | 0       | –         | –       | –         | –       | –         | –       | –            | –          | –            | –          |
| Stephan Beckenbauer        | 3          | 0        | –         | –       | 7         | 1       | –         | –       | –         | –       | –            | –          | –            | –          |
| Franz Becker               | –          | –        | –         | –       | 2         | 0       | –         | –       | –         | –       | –            | –          | –            | –          |
| Mathieu Béda               | 4          | 0        | –         | –       | –         | –       | –         | –       | –         | –       | –            | –          | –            | –          |
| Edu Bedia                  | 1          | 0        | –         | –       | –         | –       | –         | –       | –         | –       | –            | –          | –            | –          |
| Erich Beer                 | 3          | 0        | –         | –       | 4         | 3       | –         | –       | –         | –       | –            | –          | –            | –          |
| Markus Beierle             | 1          | 1        | –         | –       | –         | –       | 1         | 0       | –         | –       | 3            | 1          | 1            | 0          |
| Efkan Bekiroğlu            | 0          | 0        | –         | –       | 6         | 4       | –         | –       | –         | –       | –            | –          | –            | –          |
| Semi Belkahia              | 2          | 0        | –         | –       | 6         | 0       | –         | –       | –         | –       | –            | –          | –            | –          |
| Julian Bell                | 0          | 0        | –         | –       | 2         | 0       | –         | –       | –         | –       | –            | –          | –            | –          |
| Stefan Bell                | 1          | 0        | –         | –       | –         | –       | –         | –       | –         | –       | –            | –          | –            | –          |
| Stefan Bena                | –          | –        | –         | –       | –         | –       | –         | –       | 6         | 0       | –            | –          | –            | –          |
| Lars Bender                | 6          | 0        | –         | –       | –         | –       | –         | –       | –         | –       | –            | –          | –            | –          |
| Manfred Bender             | 2          | 0        | –         | –       | –         | –       | –         | –       | –         | –       | 3            | 0          | –            | –          |
| Sven Bender                | 4          | 0        | –         | –       | –         | –       | –         | –       | –         | –       | –            | –          | –            | –          |
| Collin Benjamin            | 2          | 0        | –         | –       | –         | –       | –         | –       | –         | –       | –            | –          | –            | –          |
| Helmut Benthaus            | –          | –        | 3         | 0       | –         | –       | –         | –       | –         | –       | –            | –          | –            | –          |
| Horst Berg                 | –          | –        | –         | –       | –         | –       | –         | –       | –         | –       | 1            | 0          | –            | –          |
| Rainer Berg                | –          | –        | –         | –       | 33        | 0       | –         | –       | –         | –       | –            | –          | –            | –          |
| Gregg Berhalter            | 8          | 0        | –         | –       | –         | –       | –         | –       | –         | –       | –            | –          | –            | –          |
| Aaron Berzel               | 1          | 0        | –         | –       | 8         | 1       | –         | –       | –         | –       | –            | –          | –            | –          |
| Merveille Biankadi         | 3          | 0        | –         | –       | 7         | 0       | –         | –       | –         | –       | –            | –          | –            | –          |
| Daniel Bierofka            | 19         | 2        | –         | –       | –         | –       | 0         | 0       | –         | –       | 5            | 0          | 2            | 0          |
| Wilhelm Bierofka           | 8          | 0        | 3         | 0       | –         | –       | –         | –       | –         | –       | –            | –          | –            | –          |
| Fritz Bischoff             | 3          | 0        | 2         | 0       | –         | –       | –         | –       | –         | –       | –            | –          | –            | –          |
| Hermann Bitz               | 5          | 1        | –         | –       | –         | –       | –         | –       | –         | –       | –            | –          | –            | –          |
| Ismael Blanco              | 2          | 2        | –         | –       | –         | –       | –         | –       | –         | –       | –            | –          | –            | –          |
| Horst Blankenburg          | 1          | 0        | –         | –       | –         | –       | –         | –       | –         | –       | 1            | 0          | –            | –          |
| Franz Bleicher             | –          | –        | –         | –       | 2         | 0       | –         | –       | –         | –       | –            | –          | –            | –          |
| Olaf Bodden                | 5          | 1        | –         | –       | –         | –       | –         | –       | –         | –       | 5            | 5          | –            | –          |
| Sebastian Boenisch         | 1          | 0        | –         | –       | –         | –       | –         | –       | –         | –       | –            | –          | –            | –          |
| Manfred Böhlert            | –          | –        | –         | –       | 1         | 0       | –         | –       | –         | –       | –            | –          | –            | –          |
| Jörg Böhme                 | 3          | 0        | –         | –       | –         | –       | –         | –       | –         | –       | 6            | 1          | –            | –          |
| Kristian Böhnlein          | 1          | 0        | –         | –       | 8         | 0       | –         | –       | –         | –       | –            | –          | –            | –          |
| Tarsis Bonga               | –          | –        | –         | –       | 4         | 4       | –         | –       | –         | –       | –            | –          | –            | –          |
| Hendrik Bonmann            | 0          | 0        | –         | –       | 1         | 0       | –         | –       | –         | –       | –            | –          | –            | –          |
| Gerhard Bopp               | –          | –        | 4         | 1       | –         | –       | 2         | 0       | –         | –       | –            | –          | –            | –          |
| Daniel Borimirow           | 18         | 4        | –         | –       | –         | –       | 1         | 0       | –         | –       | 14           | 2          | 1            | 0          |
| Ferdinand Börstler         | –          | –        | 6         | 1       | –         | –       | –         | –       | –         | –       | –            | –          | –            | –          |
| Joseph Boyamba             | 0          | 0        | –         | –       | 2         | 0       | –         | –       | –         | –       | –            | –          | –            | –          |
| Stefan Brandenburger       | 1          | 0        | –         | –       | 2         | 0       | –         | –       | –         | –       | –            | –          | –            | –          |
| Gerhard Brauer             | –          | –        | –         | –       | 5         | 0       | –         | –       | –         | –       | –            | –          | –            | –          |
| Hermann Bredenfeld         | –          | –        | 2         | 1       | –         | –       | –         | –       | –         | –       | –            | –          | –            | –          |
| Reinhold Breu              | –          | –        | –         | –       | 4         | 1       | –         | –       | –         | –       | –            | –          | –            | –          |
| Herbert Brieger            | –          | –        | –         | –       | 6         | 0       | –         | –       | –         | –       | –            | –          | –            | –          |
| Dieter Brozulat            | –          | –        | 6         | 0       | –         | –       | 5         | 2       | –         | –       | –            | –          | –            | –          |
| Detlef Bruckhoff           | 2          | 1        | –         | –       | 8         | 7       | –         | –       | –         | –       | –            | –          | –            | –          |
| Ludwig Bründl              | 4          | 2        | –         | –       | –         | –       | –         | –       | –         | –       | 4            | 1          | –            | –          |
| Rudolf Brunnenmeier        | 15         | 9        | 9         | 8       | –         | –       | –         | –       | 9         | 4       | 6            | 4          | 4            | 2          |
| Günther Brunner            | 1          | 0        | –         | –       | 3         | 3       | –         | –       | –         | –       | –            | –          | –            | –          |
| Peter Brunner              | –          | –        | 2         | 1       | –         | –       | –         | –       | –         | –       | –            | –          | –            | –          |
| Stefan Buck                | 2          | 0        | –         | –       | –         | –       | –         | –       | –         | –       | –            | –          | –            | –          |
| Kai Bülow                  | 13         | 1        | –         | –       | –         | –       | –         | –       | –         | –       | –            | –          | –            | –          |
| Erol Bulut                 | 1          | 0        | –         | –       | –         | –       | –         | –       | –         | –       | –            | –          | –            | –          |
| Leo Bunk                   | 2          | 0        | –         | –       | 1         | 1       | –         | –       | –         | –       | –            | –          | –            | –          |
| Tarık Çamdal               | 2          | 0        | –         | –       | –         | –       | –         | –       | –         | –       | –            | –          | –            | –          |
| Harald Cerny               | 23         | 2        | –         | –       | –         | –       | 1         | 0       | –         | –       | 19           | 2          | 2            | 0          |
| Daylon Claasen             | 6          | 1        | –         | –       | –         | –       | –         | –       | –         | –       | –            | –          | –            | –          |
| Miloš Cocić                | 0          | 0        | –         | –       | 10        | 6       | –         | –       | –         | –       | –            | –          | –            | –          |
| Srđan Čolaković            | 3          | 1        | –         | –       | 8         | 7       | –         | –       | –         | –       | –            | –          | –            | –          |
| Kenny Cooper               | 2          | 1        | –         | –       | –         | –       | –         | –       | –         | –       | –            | –          | –            | –          |
| Rodrigo Costa              | 11         | 3        | –         | –       | –         | –       | –         | –       | –         | –       | 2            | 0          | –            | –          |
| Hans Dallmayr              | –          | –        | 1         | 0       | –         | –       | –         | –       | –         | –       | –            | –          | –            | –          |
| Tim Danhof                 | –          | –        | –         | –       | 1         | 0       | –         | –       | –         | –       | –            | –          | –            | –          |
| Fahrija Dautbegovic        | –          | –        | 2         | 0       | –         | –       | –         | –       | –         | –       | –            | –          | –            | –          |
| Miloš Degenek              | 4          | 0        | –         | –       | –         | –       | –         | –       | –         | –       | –            | –          | –            | –          |
| Yannick Deichmann          | 4          | 0        | –         | –       | 4         | 0       | –         | –       | –         | –       | –            | –          | –            | –          |
| Robert Dekeyser            | 1          | 0        | –         | –       | 6         | 0       | –         | –       | –         | –       | –            | –          | –            | –          |
| Anton Deml                 | –          | –        | 0         | 0       | –         | –       | 1         | 0       | –         | –       | –            | –          | –            | –          |
| Tunay Deniz                | –          | –        | –         | –       | 4         | 3       | –         | –       | –         | –       | –            | –          | –            | –          |
| Ludwig Denz                | 1          | 0        | 2         | 0       | –         | –       | –         | –       | –         | –       | –            | –          | –            | –          |
| Didier Dheedene            | 1          | 0        | –         | –       | –         | –       | –         | –       | –         | –       | 3            | 0          | –            | –          |
| Antonio Di Salvo           | 5          | 4        | –         | –       | –         | –       | –         | –       | –         | –       | –            | –          | –            | –          |
| Michél Dinzey              | 1          | 0        | –         | –       | –         | –       | –         | –       | –         | –       | 0            | 0          | –            | –          |
| Ardijan Đokaj              | 1          | 0        | –         | –       | –         | –       | –         | –       | –         | –       | –            | –          | –            | –          |
| Damjan Dordan              | –          | –        | –         | –       | 7         | 0       | –         | –       | –         | –       | –            | –          | –            | –          |
| Jens Dowe                  | 4          | 0        | –         | –       | –         | –       | –         | –       | –         | –       | 2            | 0          | –            | –          |
| Dennis Dressel             | 4          | 0        | –         | –       | 11        | 1       | –         | –       | –         | –       | –            | –          | –            | –          |
| Sean Đulić                 | –          | –        | –         | –       | 2         | 0       | –         | –       | –         | –       | –            | –          | –            | –          |
| Kurt Dworschack            | 0          | 0        | –         | –       | 1         | 1       | –         | –       | –         | –       | –            | –          | –            | –          |
| Manfred Eble               | 1          | 0        | –         | –       | –         | –       | –         | –       | –         | –       | –            | –          | –            | –          |
| Uwe Ehlers                 | 6          | 0        | –         | –       | –         | –       | –         | –       | –         | –       | 3            | 0          | –            | –          |
| Manfred Eiben              | 2          | 0        | –         | –       | –         | –       | –         | –       | –         | –       | –            | –          | –            | –          |
| Kurt Eigl                  | 0          | 0        | –         | –       | 14        | 4       | –         | –       | –         | –       | –            | –          | –            | –          |
| Harry Ellbracht            | 3          | 3        | –         | –       | –         | –       | –         | –       | –         | –       | –            | –          | –            | –          |
| Edgar Engert               | 1          | 0        | –         | –       | 1         | 1       | –         | –       | –         | –       | –            | –          | –            | –          |
| Günther Enhuber            | 4          | 1        | –         | –       | 8         | 1       | –         | –       | –         | –       | –            | –          | –            | –          |
| Dennis Erdmann             | 1          | 0        | –         | –       | 3         | 0       | –         | –       | –         | –       | –            | –          | –            | –          |
| Guido Erhard               | 2          | 0        | –         | –       | 5         | 5       | –         | –       | –         | –       | –            | –          | –            | –          |
| Ronny Ernst                | 1          | 0        | –         | –       | –         | –       | –         | –       | –         | –       | 4            | 0          | –            | –          |
| Holger Fach                | 1          | 0        | –         | –       | –         | –       | –         | –       | –         | –       | 1            | 0          | –            | –          |
| Wolfgang Fahrian           | –          | –        | –         | –       | –         | –       | –         | –       | –         | –       | –            | –          | 2            | 0          |
| Manfred Fallisch           | –          | –        | 2         | 1       | –         | –       | –         | –       | –         | –       | –            | –          | –            | –          |
| Peter Falter               | 5          | 4        | –         | –       | –         | –       | –         | –       | –         | –       | –            | –          | –            | –          |
| Johann Faltor              | –          | –        | 1         | 0       | –         | –       | –         | –       | –         | –       | –            | –          | –            | –          |
| Arne Feick                 | 3          | 0        | –         | –       | –         | –       | –         | –       | –         | –       | –            | –          | –            | –          |
| Radhouène Felhi            | 3          | 1        | –         | –       | –         | –       | –         | –       | –         | –       | –            | –          | –            | –          |
| Klaus Fischer              | 1          | 0        | –         | –       | –         | –       | –         | –       | –         | –       | 4            | 2          | –            | –          |
| Johann Fischl              | 1          | 0        | –         | –       | –         | –       | –         | –       | –         | –       | –            | –          | –            | –          |
| Heinz Flohe                | 2          | 2        | –         | –       | –         | –       | –         | –       | –         | –       | –            | –          | –            | –          |
| Helmut Fottner             | –          | –        | –         | –       | 1         | 0       | –         | –       | –         | –       | –            | –          | –            | –          |
| Henri Françillon           | 1          | 0        | –         | –       | –         | –       | –         | –       | –         | –       | –            | –          | –            | –          |
| Gernot Fraydl              | –          | –        | 2         | 0       | –         | –       | –         | –       | –         | –       | –            | –          | –            | –          |
| Alexander Freitag          | 0          | 0        | –         | –       | 6         | 0       | –         | –       | –         | –       | –            | –          | –            | –          |
| Marlon Frey                | –          | –        | –         | –       | 7         | 4       | –         | –       | –         | –       | –            | –          | –            | –          |
| Rob Friend                 | 2          | 0        | –         | –       | –         | –       | –         | –       | –         | –       | –            | –          | –            | –          |
| Michael Frühbeis           | –          | –        | –         | –       | 1         | 0       | –         | –       | –         | –       | –            | –          | –            | –          |
| Martin Gambos              | 0          | 0        | –         | –       | 1         | 0       | –         | –       | –         | –       | –            | –          | –            | –          |
| Peter Gebele               | –          | –        | –         | –       | 8         | 0       | –         | –       | –         | –       | –            | –          | –            | –          |
| Marco Gebhardt             | 3          | 0        | –         | –       | –         | –       | –         | –       | –         | –       | –            | –          | –            | –          |
| Ottmar Gebhardt            | –          | –        | 1         | 0       | –         | –       | –         | –       | –         | –       | –            | –          | –            | –          |
| Timo Gebhart               | 6          | 0        | –         | –       | 4         | 2       | –         | –       | –         | –       | –            | –          | –            | –          |
| Bernd Geesdorf             | 1          | 0        | –         | –       | 1         | 0       | –         | –       | –         | –       | –            | –          | –            | –          |
| Leo Gehring                | –          | –        | –         | –       | 1         | 0       | –         | –       | –         | –       | –            | –          | –            | –          |
| Geiger                     | –          | –        | –         | –       | 1         | 0       | –         | –       | –         | –       | –            | –          | –            | –          |
| Lukas Genkinger            | 0          | 0        | –         | –       | 1         | 1       | –         | –       | –         | –       | –            | –          | –            | –          |
| Franz Gerber               | 3          | 2        | –         | –       | –         | –       | –         | –       | –         | –       | –            | –          | –            | –          |
| Miroslav Gerhat            | 1          | 0        | –         | –       | 3         | 0       | –         | –       | –         | –       | –            | –          | –            | –          |
| Bernd Gerstner             | –          | –        | –         | –       | –         | –       | –         | –       | –         | –       | 3            | 0          | –            | –          |
| Andreas Geyer              | –          | –        | –         | –       | 4         | 1       | –         | –       | –         | –       | –            | –          | –            | –          |
| Mate Ghwinianidse          | 8          | 0        | –         | –       | –         | –       | –         | –       | –         | –       | –            | –          | –            | –          |
| Gerry Giany                | –          | –        | –         | –       | 1         | 0       | –         | –       | –         | –       | –            | –          | –            | –          |
| Ahmet Glavović             | 7          | 0        | –         | –       | –         | –       | –         | –       | –         | –       | –            | –          | –            | –          |
| Michael Glück              | –          | –        | –         | –       | 6         | 0       | –         | –       | –         | –       | –            | –          | –            | –          |
| Kevin Goden                | 1          | 0        | –         | –       | 1         | 0       | –         | –       | –         | –       | –            | –          | –            | –          |
| Berkant Göktan             | 2          | 1        | –         | –       | –         | –       | –         | –       | –         | –       | –            | –          | –            | –          |
| Michael Golchert           | –          | –        | –         | –       | 1         | 0       | –         | –       | –         | –       | –            | –          | –            | –          |
| Joachim Goldstein          | 6          | 0        | –         | –       | 25        | 2       | –         | –       | –         | –       | –            | –          | –            | –          |
| Andreas Görlitz            | 2          | 0        | –         | –       | –         | –       | –         | –       | –         | –       | –            | –          | –            | –          |
| Michael Görlitz            | –          | –        | –         | –       | 1         | 0       | –         | –       | –         | –       | –            | –          | –            | –          |
| Cedo Gospic                | –          | –        | –         | –       | 1         | 0       | –         | –       | –         | –       | –            | –          | –            | –          |
| Dennis Grassow             | –          | –        | –         | –       | 5         | 0       | –         | –       | –         | –       | –            | –          | –            | –          |
| Holger Greilich            | 7          | 0        | –         | –       | –         | –       | –         | –       | –         | –       | 7            | 0          | –            | –          |
| Fabian Greilinger          | 3          | 0        | –         | –       | 19        | 3       | –         | –       | –         | –       | –            | –          | –            | –          |
| Maxim Gresler              | 0          | 0        | –         | –       | 4         | 0       | –         | –       | –         | –       | –            | –          | –            | –          |
| Adriano Grimaldi           | 1          | 0        | –         | –       | 2         | 0       | –         | –       | –         | –       | –            | –          | –            | –          |
| Albert Gröber              | 1          | 0        | –         | –       | 7         | 6       | –         | –       | –         | –       | –            | –          | –            | –          |
| Peter Grosser              | 14         | 4        | –         | –       | –         | –       | –         | –       | 10        | 2       | 11           | 6          | 2            | 0          |
| Gründl                     | –          | –        | –         | –       | 1         | 0       | –         | –       | –         | –       | –            | –          | –            | –          |
| Rolf Grünther              | 6          | 0        | –         | –       | –         | –       | –         | –       | –         | –       | –            | –          | –            | –          |
| Hans-Werner Grünwald       | 2          | 0        | –         | –       | 6         | 1       | –         | –       | –         | –       | –            | –          | –            | –          |
| Julian Guttau              | –          | –        | –         | –       | 4         | 0       | –         | –       | –         | –       | –            | –          | –            | –          |
| Christian Gytkjær          | 1          | 0        | –         | –       | –         | –       | –         | –       | –         | –       | –            | –          | –            | –          |
| Stefan Hafner              | 1          | 0        | –         | –       | 4         | 0       | –         | –       | –         | –       | –            | –          | –            | –          |
| Stefan Hahn                | –          | –        | –         | –       | 2         | 0       | –         | –       | –         | –       | –            | –          | –            | –          |
| Stephan Hain               | 2          | 0        | –         | –       | –         | –       | –         | –       | –         | –       | –            | –          | –            | –          |
| Walter Hainer              | 4          | 0        | –         | –       | 5         | 0       | –         | –       | –         | –       | –            | –          | –            | –          |
| Johann Halder              | –          | –        | 1         | 0       | –         | –       | –         | –       | –         | –       | –            | –          | –            | –          |
| Daniel Halfar              | 5          | 0        | –         | –       | –         | –       | –         | –       | –         | –       | –            | –          | –            | –          |
| Haller                     | –          | –        | –         | –       | 1         | 1       | –         | –       | –         | –       | –            | –          | –            | –          |
| Matthias Hamann            | 1          | 0        | –         | –       | –         | –       | –         | –       | –         | –       | 4            | 1          | –            | –          |
| Stefan Hamberger           | –          | –        | –         | –       | 3         | 1       | –         | –       | –         | –       | –            | –          | –            | –          |
| Bernhard Hartmann          | 11         | 0        | –         | –       | –         | –       | –         | –       | –         | –       | –            | –          | –            | –          |
| Jimmy Hartwig              | 9          | 2        | –         | –       | –         | –       | –         | –       | –         | –       | –            | –          | –            | –          |
| Thomas Häßler              | 11         | 2        | –         | –       | –         | –       | 1         | 0       | –         | –       | 12           | 3          | 2            | 0          |
| Hans Haunstein             | 9          | 2        | –         | –       | –         | –       | –         | –       | –         | –       | –            | –          | –            | –          |
| Michael Hecht              | –          | –        | –         | –       | 2         | 0       | –         | –       | –         | –       | –            | –          | –            | –          |
| Andreas Heid               | –          | –        | –         | –       | 2         | 0       | –         | –       | –         | –       | –            | –          | –            | –          |
| Stefan Heigenhauser        | –          | –        | –         | –       | 10        | 5       | –         | –       | –         | –       | –            | –          | –            | –          |
| Georg Heinle               | –          | –        | –         | –       | 1         | 3       | –         | –       | –         | –       | –            | –          | –            | –          |
| Heiß                       | –          | –        | –         | –       | 1         | 0       | –         | –       | –         | –       | –            | –          | –            | –          |
| Alfred Heiß                | 16         | 3        | 5         | 1       | –         | –       | –         | –       | 9         | 5       | 11           | 2          | 1            | 0          |
| Horst Heldt                | 10         | 1        | –         | –       | –         | –       | –         | –       | –         | –       | 4            | 0          | –            | –          |
| Hans-Josef Hellingrath     | –          | –        | 3         | 1       | –         | –       | –         | –       | –         | –       | –            | –          | –            | –          |
| Nicholas Helmbrecht        | 1          | 0        | –         | –       | 4         | 1       | –         | –       | –         | –       | –            | –          | –            | –          |
| Bernd Helmschrot           | –          | –        | 7         | 0       | –         | –       | 5         | 0       | –         | –       | –            | –          | –            | –          |
| Alfred Herberth            | 8          | 4        | –         | –       | –         | –       | –         | –       | –         | –       | –            | –          | –            | –          |
| Fritz Herrnleben           | –          | –        | 1         | 0       | –         | –       | –         | –       | –         | –       | –            | –          | –            | –          |
| Sebastian Hertner          | 2          | 0        | –         | –       | –         | –       | –         | –       | –         | –       | –            | –          | –            | –          |
| Franz Hiller               | 2          | 0        | 4         | 0       | –         | –       | 5         | 0       | –         | –       | –            | –          | 1            | 0          |
| Marco Hiller               | 6          | 0        | –         | –       | 19        | 0       | –         | –       | –         | –       | –            | –          | –            | –          |
| Gerald Hillringhaus        | 3          | 0        | –         | –       | 13        | 0       | –         | –       | –         | –       | –            | –          | –            | –          |
| Bernd Hobsch               | 1          | 0        | –         | –       | –         | –       | –         | –       | –         | –       | –            | –          | –            | –          |
| Patrick Hobsch             | –          | –        | –         | –       | 4         | 5       | –         | –       | –         | –       | –            | –          | –            | –          |
| Paul Höck                  | –          | –        | 3         | 1       | –         | –       | –         | –       | –         | –       | –            | –          | –            | –          |
| Erhard Hofeditz            | 8          | 1        | –         | –       | –         | –       | –         | –       | –         | –       | –            | –          | –            | –          |
| Daniel Hoffmann            | 2          | 0        | –         | –       | –         | –       | –         | –       | –         | –       | 1            | 0          | –            | –          |
| Horst-Dieter Hoffmann      | –          | –        | 5         | 0       | –         | –       | –         | –       | –         | –       | –            | –          | –            | –          |
| Torben Hoffmann            | 18         | 0        | –         | –       | –         | –       | –         | –       | –         | –       | 1            | 0          | –            | –          |
| Michael Hofmann            | 13         | 0        | –         | –       | –         | –       | –         | –       | –         | –       | 3            | 0          | 2            | 0          |
| Steffen Hofmann            | 1          | 0        | –         | –       | –         | –       | –         | –       | –         | –       | –            | –          | –            | –          |
| André Hofschneider         | 2          | 0        | –         | –       | –         | –       | –         | –       | –         | –       | 3            | 0          | –            | –          |
| Erwin Hohenwarter          | –          | –        | 5         | 5       | –         | –       | 5         | 0       | –         | –       | –            | –          | –            | –          |
| José Holebas               | 7          | 0        | –         | –       | –         | –       | –         | –       | –         | –       | –            | –          | –            | –          |
| Konrad Holenstein          | –          | –        | 2         | 0       | –         | –       | –         | –       | –         | –       | –            | –          | –            | –          |
| Alois Hornauer             | –          | –        | 1         | 1       | –         | –       | –         | –       | –         | –       | –            | –          | –            | –          |
| Udo Horsmann               | 1          | 1        | –         | –       | 6         | 1       | –         | –       | –         | –       | –            | –          | –            | –          |
| Hans Humpa                 | –          | –        | 1         | 0       | –         | –       | –         | –       | –         | –       | –            | –          | –            | –          |
| György Hursán              | 0          | 0        | –         | –       | 1         | 0       | –         | –       | –         | –       | –            | –          | –            | –          |
| Aleksandar Ignjovski       | 4          | 0        | –         | –       | –         | –       | –         | –       | –         | –       | –            | –          | –            | –          |
| Milan Ilić                 | –          | –        | –         | –       | 2         | 0       | –         | –       | –         | –       | –            | –          | –            | –          |
| Samuel Ipoua               | 1          | 1        | –         | –       | –         | –       | –         | –       | –         | –       | 4            | 1          | –            | –          |
| Thore Jacobsen             | –          | –        | –         | –       | 1         | 0       | –         | –       | –         | –       | –            | –          | –            | –          |
| Bernd Jäger                | –          | –        | –         | –       | 4         | 0       | –         | –       | –         | –       | –            | –          | –            | –          |
| Franz Jäger                | –          | –        | –         | –       | 2         | 0       | –         | –       | –         | –       | –            | –          | –            | –          |
| Kilian Jakob               | 1          | 0        | –         | –       | 2         | 0       | –         | –       | –         | –       | –            | –          | –            | –          |
| Stephan Jaxt               | 1          | 0        | –         | –       | 3         | 2       | –         | –       | –         | –       | –            | –          | –            | –          |
| Simon Jentzsch             | 9          | 0        | –         | –       | –         | –       | 1         | 0       | –         | –       | –            | –          | –            | –          |
| Jens Jeremies              | 5          | 1        | –         | –       | –         | –       | –         | –       | –         | –       | 3            | 0          | –            | –          |
| Fabian Johnson             | 7          | 0        | –         | –       | –         | –       | –         | –       | –         | –       | –            | –          | –            | –          |
| Christo Jowow              | 2          | 0        | –         | –       | –         | –       | –         | –       | –         | –       | –            | –          | –            | –          |
| Gary Kagelmacher           | 4          | 0        | –         | –       | –         | –       | –         | –       | –         | –       | –            | –          | –            | –          |
| Gerald Kaiser              | 1          | 0        | –         | –       | 1         | 0       | –         | –       | –         | –       | –            | –          | –            | –          |
| Sandro Kaiser              | 4          | 0        | –         | –       | –         | –       | –         | –       | –         | –       | –            | –          | –            | –          |
| Kurt Kalchschmid           | –          | –        | –         | –       | 5         | 3       | –         | –       | –         | –       | –            | –          | –            | –          |
| Hans-Josef Kapellmann      | 5          | 0        | –         | –       | –         | –       | –         | –       | –         | –       | –            | –          | –            | –          |
| Nico Karger                | 4          | 1        | –         | –       | 3         | 5       | –         | –       | –         | –       | –            | –          | –            | –          |
| Michael Karl               | –          | –        | –         | –       | 7         | 10      | –         | –       | –         | –       | –            | –          | –            | –          |
| Manuel Karrer              | –          | –        | –         | –       | 1         | 0       | –         | –       | –         | –       | –            | –          | –            | –          |
| Hans-Joachim Kauf          | 5          | 2        | –         | –       | –         | –       | –         | –       | –         | –       | –            | –          | –            | –          |
| Ferdinand Keller           | 6          | 7        | 5         | 0       | –         | –       | 5         | 5       | –         | –       | 2            | 1          | –            | –          |
| Jens Keller                | 2          | 0        | –         | –       | 3         | 0       | –         | –       | –         | –       | –            | –          | –            | –          |
| Hans Kiefl                 | –          | –        | –         | –       | 2         | 0       | –         | –       | –         | –       | –            | –          | –            | –          |
| Jochen Kientz              | 2          | 0        | –         | –       | –         | –       | –         | –       | –         | –       | 4            | 0          | –            | –          |
| Benjamin Kindsvater        | 1          | 0        | –         | –       | 5         | 0       | –         | –       | –         | –       | –            | –          | –            | –          |
| Francis Kioyo              | 1          | 1        | –         | –       | –         | –       | –         | –       | –         | –       | –            | –          | –            | –          |
| Gábor Király               | 10         | 0        | –         | –       | –         | –       | –         | –       | –         | –       | –            | –          | –            | –          |
| Peter Kittel               | –          | –        | –         | –       | –         | –       | –         | –       | –         | –       | 1            | 0          | –            | –          |
| Leon Klassen               | 0          | 0        | –         | –       | 10        | 1       | –         | –       | –         | –       | –            | –          | –            | –          |
| Norbert Kleider            | 2          | 0        | –         | –       | –         | –       | –         | –       | –         | –       | –            | –          | –            | –          |
| Hans Klinkhammer           | 3          | 0        | –         | –       | –         | –       | –         | –       | –         | –       | –            | –          | –            | –          |
| Tim Kloss                  | –          | –        | –         | –       | 4         | 0       | –         | –       | –         | –       | –            | –          | –            | –          |
| Helmut Klunk               | –          | –        | 2         | 0       | –         | –       | –         | –       | –         | –       | –            | –          | –            | –          |
| Roland Kneißl              | 3          | 2        | –         | –       | 14        | 8       | –         | –       | –         | –       | –            | –          | –            | –          |
| Lorenz Knöferl             | 0          | 0        | –         | –       | 7         | 1       | –         | –       | –         | –       | –            | –          | –            | –          |
| Georg Köbler               | –          | –        | 6         | 0       | –         | –       | –         | –       | –         | –       | –            | –          | –            | –          |
| Martin Kobylański          | 1          | 0        | –         | –       | 2         | 1       | –         | –       | –         | –       | –            | –          | –            | –          |
| Wilfried Kohlars           | 12         | 6        | 3         | 2       | –         | –       | –         | –       | 7         | 0       | 13           | 6          | 2            | 3          |
| Alfred Kohlhäufl           | 12         | 5        | –         | –       | –         | –       | –         | –       | –         | –       | 0            | 0          | –            | –          |
| Rudolf Kölbl               | –          | –        | 8         | 8       | –         | –       | –         | –       | –         | –       | –            | –          | –            | –          |
| Michal Kolomazník          | 3          | 0        | –         | –       | –         | –       | –         | –       | –         | –       | –            | –          | –            | –          |
| Slobodan Komljenović       | 2          | 0        | –         | –       | –         | –       | –         | –       | –         | –       | –            | –          | –            | –          |
| Timo Konietzka             | 2          | 0        | –         | –       | –         | –       | –         | –       | –         | –       | 8            | 6          | 2            | 4          |
| Christian Köppel           | 1          | 0        | –         | –       | 6         | 0       | –         | –       | –         | –       | –            | –          | –            | –          |
| Jürgen Korus               | –          | –        | –         | –       | 17        | 5       | –         | –       | –         | –       | –            | –          | –            | –          |
| Siegfried Köstler          | 1          | 3        | –         | –       | –         | –       | –         | –       | –         | –       | –            | –          | –            | –          |
| Kodjovi Koussou            | 0          | 0        | –         | –       | 2         | 0       | –         | –       | –         | –       | –            | –          | –            | –          |
| Sōichirō Kōzuki            | –          | –        | –         | –       | 1         | 0       | –         | –       | –         | –       | –            | –          | –            | –          |
| Engelbert Kraus            | 5          | 1        | –         | –       | –         | –       | –         | –       | 1         | 0       | –            | –          | –            | –          |
| Bernd Krech                | –          | –        | –         | –       | 3         | 0       | –         | –       | –         | –       | –            | –          | –            | –          |
| Scott Kreitmeir            | –          | –        | –         | –       | 1         | 0       | –         | –       | –         | –       | –            | –          | –            | –          |
| Michael Krenz              | 3          | 0        | –         | –       | –         | –       | –         | –       | –         | –       | –            | –          | –            | –          |
| Tom Kretzschmar            | 0          | 0        | –         | –       | 8         | 0       | –         | –       | –         | –       | –            | –          | –            | –          |
| Manfred Kreß               | –          | –        | 1         | 0       | –         | –       | –         | –       | –         | –       | –            | –          | –            | –          |
| Hans Kröninger             | –          | –        | –         | –       | 1         | 0       | –         | –       | –         | –       | –            | –          | –            | –          |
| Michael Kroninger          | 1          | 0        | –         | –       | 2         | 4       | –         | –       | –         | –       | –            | –          | –            | –          |
| Emmanuel Krontiris         | 2          | 0        | –         | –       | –         | –       | –         | –       | –         | –       | –            | –          | –            | –          |
| Hans-Günther Kroth         | 3          | 0        | 11        | 0       | –         | –       | 6         | 0       | –         | –       | 5            | 0          | –            | –          |
| Mustafa Kučuković          | 4          | 2        | –         | –       | –         | –       | –         | –       | –         | –       | –            | –          | –            | –          |
| Abdullah Kücükoglu         | –          | –        | –         | –       | 1         | 0       | –         | –       | –         | –       | –            | –          | –            | –          |
| Hans Küppers               | 15         | 5        | 7         | 3       | –         | –       | –         | –       | 8         | 2       | 9            | 1          | 4            | 3          |
| Kufner                     | –          | –        | –         | –       | 1         | 0       | –         | –       | –         | –       | –            | –          | –            | –          |
| Marco Kurz                 | 9          | 0        | –         | –       | –         | –       | –         | –       | –         | –       | 8            | 1          | 2            | 0          |
| Kaan Kurt                  | –          | –        | –         | –       | 3         | 0       | –         | –       | –         | –       | –            | –          | –            | –          |
| Alexander Kutschera        | 5          | 0        | –         | –       | –         | –       | –         | –       | –         | –       | 2            | 0          | –            | –          |
| Leroy Kwadwo               | –          | –        | –         | –       | 3         | 0       | –         | –       | –         | –       | –            | –          | –            | –          |
| Romuald Lacazette          | 1          | 0        | –         | –       | 2         | 0       | –         | –       | –         | –       | –            | –          | –            | –          |
| Markus Lach                | 2          | 0        | –         | –       | 11        | 0       | –         | –       | –         | –       | –            | –          | –            | –          |
| Fynn Lakenmacher           | 1          | 0        | –         | –       | 6         | 3       | –         | –       | –         | –       | –            | –          | –            | –          |
| Fabian Lamotte             | 2          | 0        | –         | –       | –         | –       | –         | –       | –         | –       | –            | –          | –            | –          |
| Niklas Lang                | 3          | 0        | –         | –       | 13        | 2       | –         | –       | –         | –       | –            | –          | –            | –          |
| Christopher Lannert        | 1          | 0        | –         | –       | 2         | 0       | –         | –       | –         | –       | –            | –          | –            | –          |
| Quido Lanzaat              | 2          | 0        | –         | –       | –         | –       | –         | –       | –         | –       | –            | –          | –            | –          |
| Benjamin Lauth             | 23         | 9        | –         | –       | –         | –       | –         | –       | –         | –       | 1            | 0          | –            | –          |
| Kurt Lauxmann              | –          | –        | 1         | 0       | –         | –       | –         | –       | –         | –       | –            | –          | –            | –          |
| Nikolas Ledgerwood         | 4          | 0        | –         | –       | –         | –       | –         | –       | –         | –       | –            | –          | –            | –          |
| Matthias Lehmann           | 5          | 1        | –         | –       | –         | –       | –         | –       | –         | –       | –            | –          | –            | –          |
| Reiner Leitl               | 1          | 0        | –         | –       | 12        | 10      | –         | –       | –         | –       | –            | –          | –            | –          |
| Wolfgang Leitl             | –          | –        | –         | –       | 3         | 3       | –         | –       | –         | –       | –            | –          | –            | –          |
| Moritz Leitner             | 2          | 0        | –         | –       | –         | –       | –         | –       | –         | –       | –            | –          | –            | –          |
| Miloš Lejtrich             | –          | –        | –         | –       | 1         | 0       | –         | –       | –         | –       | –            | –          | –            | –          |
| André Lenz                 | 2          | 0        | –         | –       | –         | –       | –         | –       | –         | –       | –            | –          | –            | –          |
| Leonardo Leonardo Santiago | 1          | 0        | –         | –       | –         | –       | –         | –       | –         | –       | –            | –          | –            | –          |
| Filip Lesjak               | –          | –        | 1         | 0       | –         | –       | –         | –       | –         | –       | –            | –          | –            | –          |
| Marek Leśniak              | 3          | 2        | –         | –       | –         | –       | –         | –       | –         | –       | –            | –          | –            | –          |
| Gino Lettieri              | –          | –        | –         | –       | 4         | 1       | –         | –       | –         | –       | –            | –          | –            | –          |
| Karl-Heinz Leufgen         | –          | –        | 1         | 0       | –         | –       | –         | –       | –         | –       | –            | –          | –            | –          |
| Stefan Lex                 | 5          | 1        | –         | –       | 18        | 6       | –         | –       | –         | –       | –            | –          | –            | –          |
| Wolfgang Lex               | 1          | 0        | 7         | 1       | –         | –       | 4         | 1       | –         | –       | 4            | 1          | –            | –          |
| Michael Liendl             | 4          | 0        | –         | –       | –         | –       | –         | –       | –         | –       | –            | –          | –            | –          |
| Peter Lihl                 | –          | –        | 4         | 1       | –         | –       | –         | –       | –         | –       | –            | –          | –            | –          |
| Mats Lilienberg            | 1          | 0        | –         | –       | –         | –       | –         | –       | –         | –       | –            | –          | –            | –          |
| Lindner                    | –          | –        | 1         | 0       | –         | –       | –         | –       | –         | –       | –            | –          | –            | –          |
| Tim Linsbichler            | 2          | 0        | –         | –       | 4         | 3       | –         | –       | –         | –       | –            | –          | –            | –          |
| Hans Linsenmaier           | 1          | 0        | –         | –       | –         | –       | –         | –       | –         | –       | 1            | 0          | –            | –          |
| Andreas Löbmann            | 5          | 0        | –         | –       | 27        | 9       | –         | –       | –         | –       | –            | –          | –            | –          |
| Simon Lorenz               | 1          | 0        | –         | –       | 2         | 1       | –         | –       | –         | –       | –            | –          | –            | –          |
| Florin Lovin               | 3          | 0        | –         | –       | –         | –       | –         | –       | –         | –       | –            | –          | –            | –          |
| Heinz Lubanski             | 2          | 0        | –         | –       | –         | –       | –         | –       | –         | –       | –            | –          | –            | –          |
| Kilian Ludewig             | –          | –        | –         | –       | 4         | 0       | –         | –       | –         | –       | –            | –          | –            | –          |
| Alexander Ludwig           | 4          | 0        | –         | –       | –         | –       | –         | –       | –         | –       | –            | –          | –            | –          |
| Jürgen Luginger            | –          | –        | –         | –       | 1         | 0       | –         | –       | –         | –       | –            | –          | –            | –          |
| Lumor                      | 1          | 0        | –         | –       | –         | –       | –         | –       | –         | –       | –            | –          | –            | –          |
| Wilhelm Luther             | –          | –        | 3         | 0       | –         | –       | –         | –       | –         | –       | –            | –          | –            | –          |
| Otto Luttrop               | 11         | 5        | –         | –       | –         | –       | –         | –       | 10        | 5       | 5            | 1          | –            | –          |
| Friedel Lutz               | –          | –        | –         | –       | –         | –       | –         | –       | 3         | 0       | –            | –          | –            | –          |
| Werner Luxi                | 3          | 0        | 5         | 1       | –         | –       | –         | –       | –         | –       | –            | –          | –            | –          |
| Grigoris Makos             | 1          | 0        | –         | –       | –         | –       | –         | –       | –         | –       | –            | –          | –            | –          |
| Dennis Malura              | 1          | 0        | –         | –       | –         | –       | –         | –       | –         | –       | –            | –          | –            | –          |
| Stefan Malz                | 2          | 0        | –         | –       | –         | –       | –         | –       | –         | –       | 3            | 0          | –            | –          |
| Richard Mamajewski         | 2          | 1        | –         | –       | –         | –       | –         | –       | –         | –       | –            | –          | –            | –          |
| Marco Mannhardt            | 0          | 0        | –         | –       | 3         | 0       | –         | –       | –         | –       | –            | –          | –            | –          |
| Gerhard Mastrodonato       | –          | –        | –         | –       | 1         | 0       | –         | –       | –         | –       | –            | –          | –            | –          |
| Karim Matmour              | 1          | 1        | –         | –       | –         | –       | –         | –       | –         | –       | –            | –          | –            | –          |
| Sebastian Matysczok        | –          | –        | –         | –       | 1         | 0       | –         | –       | –         | –       | –            | –          | –            | –          |
| Jan Mauersberger           | 4          | 0        | –         | –       | 6         | 1       | –         | –       | –         | –       | –            | –          | –            | –          |
| Reiner Maurer              | 3          | 0        | –         | –       | 8         | 1       | –         | –       | –         | –       | –            | –          | –            | –          |
| Martin Max                 | 11         | 12       | –         | –       | –         | –       | –         | –       | –         | –       | 13           | 8          | 2            | 0          |
| Mayr                       | –          | –        | –         | –       | 1         | 0       | –         | –       | –         | –       | –            | –          | –            | –          |
| Stefan Mayr                | –          | –        | –         | –       | 1         | 0       | –         | –       | –         | –       | –            | –          | –            | –          |
| Bernd Meier                | 10         | 0        | –         | –       | –         | –       | –         | –       | –         | –       | 5            | 0          | –            | –          |
| Karlheinz Meininger        | –          | –        | 1         | 0       | –         | –       | 1         | 0       | –         | –       | –            | –          | –            | –          |
| Bernhard Meisl             | 3          | 0        | –         | –       | 8         | 2       | –         | –       | –         | –       | –            | –          | –            | –          |
| Helmut Menzl               | –          | –        | 1         | 0       | –         | –       | –         | –       | –         | –       | –            | –          | –            | –          |
| Helmut Metz                | –          | –        | 5         | 0       | –         | –       | –         | –       | –         | –       | –            | –          | –            | –          |
| Georg Metzger              | 10         | 6        | 8         | 1       | –         | –       | 4         | 0       | –         | –       | –            | –          | –            | –          |
| Sebastian Metzger          | –          | –        | 5         | 0       | –         | –       | –         | –       | –         | –       | –            | –          | –            | –          |
| Wolfgang Metzler           | 8          | 0        | –         | –       | –         | –       | –         | –       | –         | –       | –            | –          | –            | –          |
| Rémo Meyer                 | 11         | 1        | –         | –       | –         | –       | –         | –       | –         | –       | 2            | 0          | –            | –          |
| Nedeljko Mihajlović        | –          | –        | –         | –       | 2         | 0       | –         | –       | –         | –       | –            | –          | –            | –          |
| Patrick Milchraum          | 4          | 0        | –         | –       | –         | –       | –         | –       | –         | –       | –            | –          | –            | –          |
| Thomas Miller              | 9          | 0        | –         | –       | 10        | 0       | –         | –       | –         | –       | 1            | 0          | –            | –          |
| Peniel Mlapa               | 2          | 0        | –         | –       | –         | –       | –         | –       | –         | –       | –            | –          | –            | –          |
| Christian Mock             | –          | –        | –         | –       | 6         | 0       | –         | –       | –         | –       | –            | –          | –            | –          |
| Sascha Mölders             | 6          | 0        | –         | –       | 8         | 3       | –         | –       | –         | –       | –            | –          | –            | –          |
| Quirin Moll                | 5          | 0        | –         | –       | 3         | 0       | –         | –       | –         | –       | –            | –          | –            | –          |
| Kurt Mondschein            | –          | –        | 3         | 0       | 1         | 0       | –         | –       | –         | –       | –            | –          | –            | –          |
| Leandro Morgalla           | 1          | 0        | –         | –       | 3         | 0       | –         | –       | –         | –       | –            | –          | –            | –          |
| Michael Mösle              | –          | –        | –         | –       | 3         | 0       | –         | –       | –         | –       | –            | –          | –            | –          |
| Thomas Motzke              | 1          | 0        | –         | –       | –         | –       | –         | –       | –         | –       | –            | –          | –            | –          |
| Stefan Mugoša              | 3          | 1        | –         | –       | –         | –       | –         | –       | –         | –       | –            | –          | –            | –          |
| Mühlmann                   | –          | –        | –         | –       | 1         | 1       | –         | –       | –         | –       | –            | –          | –            | –          |
| Fejsal Mulic               | 1          | 1        | –         | –       | –         | –       | –         | –       | –         | –       | –            | –          | –            | –          |
| Christian Müller           | –          | –        | –         | –       | 1         | 0       | –         | –       | –         | –       | –            | –          | –            | –          |
| Martin Müller              | –          | –        | 3         | 0       | –         | –       | –         | –       | –         | –       | –            | –          | –            | –          |
| Max Müller                 | –          | –        | –         | –       | –         | –       | 2         | 1       | –         | –       | –            | –          | –            | –          |
| Ralph Müller-Gesser        | 1          | 0        | –         | –       | 10        | 3       | –         | –       | –         | –       | –            | –          | –            | –          |
| Eliot Muteba               | –          | –        | –         | –       | 2         | 2       | –         | –       | –         | –       | –            | –          | –            | –          |
| Stephane Mvibudulu         | 2          | 0        | –         | –       | –         | –       | –         | –       | –         | –       | –            | –          | –            | –          |
| Erik Mykland               | 4          | 0        | –         | –       | –         | –       | 1         | 0       | –         | –       | 10           | 0          | 2            | 0          |
| Anton Nachreiner           | 10         | 4        | –         | –       | –         | –       | –         | –       | –         | –       | –            | –          | –            | –          |
| Viorel Năstase             | 1          | 5        | –         | –       | –         | –       | –         | –       | –         | –       | –            | –          | –            | –          |
| Jaroslav Netolička         | 1          | 0        | –         | –       | 2         | 0       | –         | –       | –         | –       | –            | –          | –            | –          |
| Richard Neudecker          | 5          | 0        | –         | –       | 7         | 0       | –         | –       | –         | –       | –            | –          | –            | –          |
| Florian Neuhaus            | 1          | 0        | –         | –       | –         | –       | –         | –       | –         | –       | –            | –          | –            | –          |
| Jürgen Neumann             | 1          | 0        | –         | –       | –         | –       | –         | –       | –         | –       | –            | –          | –            | –          |
| Johann Ngounou Djayo       | 0          | 0        | –         | –       | 3         | 2       | –         | –       | –         | –       | –            | –          | –            | –          |
| Maximilian Nicu            | 2          | 0        | –         | –       | –         | –       | –         | –       | –         | –       | –            | –          | –            | –          |
| Benno Niedermaier          | –          | –        | –         | –       | 3         | 0       | –         | –       | –         | –       | –            | –          | –            | –          |
| Jan-Hoiland Nielsen        | 11         | 5        | –         | –       | –         | –       | –         | –       | –         | –       | –            | –          | –            | –          |
| Noel Niemann               | 0          | 0        | –         | –       | 3         | 0       | –         | –       | –         | –       | –            | –          | –            | –          |
| Marijan Novak              | 1          | 0        | 1         | 0       | –         | –       | –         | –       | –         | –       | –            | –          | –            | –          |
| Piotr Nowak                | 6          | 1        | –         | –       | –         | –       | –         | –       | –         | –       | 7            | 2          | –            | –          |
| Timo Ochs                  | 3          | 0        | –         | –       | –         | –       | –         | –       | –         | –       | –            | –          | –            | –          |
| Pascal Ojigwe              | 1          | 0        | –         | –       | –         | –       | –         | –       | –         | –       | –            | –          | –            | –          |
| Rubin Okotie               | 5          | 4        | –         | –       | –         | –       | –         | –       | –         | –       | –            | –          | –            | –          |
| Ivica Olić                 | 1          | 0        | –         | –       | –         | –       | –         | –       | –         | –       | –            | –          | –            | –          |
| Stefan Ortega              | 2          | 0        | –         | –       | –         | –       | –         | –       | –         | –       | –            | –          | –            | –          |
| Runald Ossen               | 1          | 0        | –         | –       | 2         | 0       | –         | –       | –         | –       | –            | –          | –            | –          |
| Raphael Ott                | –          | –        | –         | –       | 4         | 8       | –         | –       | –         | –       | –            | –          | –            | –          |
| Abderrahim Ouakili         | 2          | 1        | –         | –       | –         | –       | –         | –       | –         | –       | –            | –          | –            | –          |
| Mansour Ouro-Tagba         | 0          | 0        | –         | –       | 4         | 0       | –         | –       | –         | –       | –            | –          | –            | –          |
| Ulrich Oursin              | 2          | 0        | –         | –       | 1         | 0       | –         | –       | –         | –       | –            | –          | –            | –          |
| Prince Osei Owusu          | –          | –        | –         | –       | 1         | 1       | –         | –       | –         | –       | –            | –          | –            | –          |
| Peter Pacult               | 3          | 0        | –         | –       | –         | –       | –         | –       | –         | –       | –            | –          | –            | –          |
| Chhunly Pagenburg          | 2          | 0        | –         | –       | –         | –       | –         | –       | –         | –       | –            | –          | –            | –          |
| Charilaos Pappas           | 1          | 0        | –         | –       | –         | –       | –         | –       | –         | –       | –            | –          | –            | –          |
| Stephan Paßlack            | 3          | 1        | –         | –       | –         | –       | 1         | 0       | –         | –       | 4            | 0          | 2            | 0          |
| Bernd Patzke               | 9          | 0        | –         | –       | –         | –       | –         | –       | 7         | 0       | 11           | 1          | 4            | 0          |
| Herbert Paul               | 1          | 0        | –         | –       | 6         | 2       | –         | –       | –         | –       | –            | –          | –            | –          |
| Norbert Paulus             | 4          | 1        | –         | –       | 6         | 2       | –         | –       | –         | –       | –            | –          | –            | –          |
| Franz-Josef Pauly          | –          | –        | –         | –       | –         | –       | –         | –       | –         | –       | 1            | 0          | –            | –          |
| Abédi Pelé                 | 3          | 1        | –         | –       | –         | –       | –         | –       | –         | –       | 4            | 1          | –            | –          |
| Fanol Përdedaj             | 3          | 0        | –         | –       | –         | –       | –         | –       | –         | –       | –            | –          | –            | –          |
| Michael Perfetto           | 5          | 0        | –         | –       | 10        | 2       | –         | –       | –         | –       | –            | –          | –            | –          |
| Željko Perušić             | 8          | 0        | –         | –       | –         | –       | –         | –       | –         | –       | 13           | 0          | 4            | 0          |
| Gottfried Peter            | 1          | 0        | –         | –       | –         | –       | –         | –       | –         | –       | 2            | 1          | 2            | 0          |
| Andreas Peuckert           | 1          | 0        | –         | –       | 3         | 3       | –         | –       | –         | –       | –            | –          | –            | –          |
| Frank Peuker               | –          | –        | –         | –       | 5         | 2       | –         | –       | –         | –       | –            | –          | –            | –          |
| Martin Pfanzelt            | –          | –        | 12        | 0       | –         | –       | –         | –       | –         | –       | –            | –          | –            | –          |
| Karlheinz Pflipsen         | 2          | 0        | –         | –       | –         | –       | –         | –       | –         | –       | –            | –          | –            | –          |
| Achim Pfuderer             | 3          | 1        | –         | –       | –         | –       | –         | –       | –         | –       | 4            | 0          | –            | –          |
| David Philipp              | –          | –        | –         | –       | 2         | 0       | –         | –       | –         | –       | –            | –          | –            | –          |
| Werner Pilz                | –          | –        | 1         | 0       | –         | –       | –         | –       | –         | –       | –            | –          | –            | –          |
| Kurt Pinkall               | 1          | 0        | –         | –       | 1         | 2       | –         | –       | –         | –       | –            | –          | –            | –          |
| Georg Pledl                | –          | –        | –         | –       | 1         | 0       | –         | –       | –         | –       | –            | –          | –            | –          |
| Marvin Pourié              | 1          | 0        | –         | –       | –         | –       | –         | –       | –         | –       | –            | –          | –            | –          |
| Zdenek Prokeš              | 2          | 1        | –         | –       | 6         | 3       | –         | –       | –         | –       | –            | –          | –            | –          |
| Christian Prosenik         | 1          | 0        | –         | –       | –         | –       | –         | –       | –         | –       | –            | –          | –            | –          |
| Marcus Pürk                | 8          | 2        | –         | –       | –         | –       | 1         | 0       | –         | –       | 1            | 0          | –            | –          |
| Manfred Purucker           | –          | –        | 4         | 1       | –         | –       | –         | –       | –         | –       | –            | –          | –            | –          |
| Alfred Pyka                | 2          | 1        | –         | –       | –         | –       | –         | –       | –         | –       | –            | –          | –            | –          |
| Petar Radenković           | 21         | 0        | 3         | 0       | –         | –       | –         | –       | 10        | 0       | 14           | 1          | 2            | 0          |
| Rafael                     | 1          | 0        | –         | –       | –         | –       | –         | –       | –         | –       | –            | –          | –            | –          |
| Günter Rahm                | 1          | 0        | 5         | 0       | –         | –       | –         | –       | –         | –       | –            | –          | –            | –          |
| Đorđe Rakić                | 3          | 0        | –         | –       | –         | –       | –         | –       | –         | –       | –            | –          | –            | –          |
| Valdet Rama                | 1          | 1        | –         | –       | –         | –       | –         | –       | –         | –       | –            | –          | –            | –          |
| Horst Raubold              | 7          | 0        | –         | –       | –         | –       | –         | –       | –         | –       | –            | –          | –            | –          |
| Hans Rebele                | 7          | 4        | 6         | 4       | –         | –       | –         | –       | 6         | 3       | 9            | 5          | 3            | 0          |
| Otto Regler                | –          | –        | –         | –       | 1         | 0       | –         | –       | –         | –       | –            | –          | –            | –          |
| Hans Reich                 | 16         | 0        | 7         | 0       | –         | –       | –         | –       | 10        | 0       | 11           | 0          | 3            | 0          |
| Lukas Reich                | –          | –        | –         | –       | 4         | 0       | –         | –       | –         | –       | –            | –          | –            | –          |
| Max Reichenberger          | 1          | 0        | 4         | 1       | –         | –       | –         | –       | –         | –       | 4            | 0          | –            | –          |
| Max Reinthaler             | –          | –        | –         | –       | 4         | 2       | –         | –       | –         | –       | –            | –          | –            | –          |
| Stefan Reisinger           | 3          | 1        | –         | –       | –         | –       | –         | –       | –         | –       | –            | –          | –            | –          |
| Thomas Renner              | 2          | 0        | –         | –       | 10        | 1       | –         | –       | –         | –       | –            | –          | –            | –          |
| Uwe Reuter                 | –          | –        | 1         | 0       | –         | –       | –         | –       | –         | –       | –            | –          | –            | –          |
| Ribamar                    | 1          | 0        | –         | –       | –         | –       | –         | –       | –         | –       | –            | –          | –            | –          |
| David Richter              | –          | –        | –         | –       | 2         | 0       | –         | –       | –         | –       | –            | –          | –            | –          |
| Tim Rieder                 | 1          | 0        | –         | –       | 3         | 0       | –         | –       | –         | –       | –            | –          | –            | –          |
| Thomas Riedl               | 4          | 1        | –         | –       | –         | –       | –         | –       | –         | –       | –            | –          | –            | –          |
| Alfred Rieß                | 2          | 0        | –         | –       | –         | –       | –         | –       | –         | –       | –            | –          | –            | –          |
| Vidar Riseth               | 3          | 0        | –         | –       | –         | –       | –         | –       | –         | –       | 7            | 1          | –            | –          |
| Jürgen Rollmann            | –          | –        | –         | –       | 1         | 0       | –         | –       | –         | –       | –            | –          | –            | –          |
| Norbert Rolshausen         | 3          | 1        | –         | –       | 1         | 0       | –         | –       | –         | –       | –            | –          | –            | –          |
| Sascha Rösler              | 3          | 0        | –         | –       | –         | –       | –         | –       | –         | –       | 1            | 0          | –            | –          |
| Guido Roßmann              | –          | –        | –         | –       | 1         | 1       | –         | –       | –         | –       | –            | –          | –            | –          |
| Alexander Roth             | –          | –        | –         | –       | 2         | 0       | –         | –       | –         | –       | –            | –          | –            | –          |
| Helmut Roth                | –          | –        | –         | –       | –         | –       | –         | –       | –         | –       | 4            | 0          | –            | –          |
| Volker Rudel               | –          | –        | –         | –       | 1         | 0       | –         | –       | –         | –       | –            | –          | –            | –          |
| Ferdinand Rudolphi         | –          | –        | –         | –       | 2         | 1       | –         | –       | –         | –       | –            | –          | –            | –          |
| Antonio Rukavina           | 7          | 0        | –         | –       | –         | –       | –         | –       | –         | –       | –            | –          | –            | –          |
| René Rydlewicz             | 3          | 3        | –         | –       | –         | –       | –         | –       | –         | –       | –            | –          | –            | –          |
| Janne Saarinen             | 1          | 0        | –         | –       | –         | –       | –         | –       | –         | –       | –            | –          | –            | –          |
| Stephan Salger             | 4          | 0        | –         | –       | 6         | 2       | –         | –       | –         | –       | –            | –          | –            | –          |
| Ilie Sánchez               | 2          | 0        | –         | –       | –         | –       | –         | –       | –         | –       | –            | –          | –            | –          |
| Savio                      | 1          | 0        | –         | –       | –         | –       | –         | –       | –         | –       | –            | –          | –            | –          |
| Marcel Schäfer             | 5          | 0        | –         | –       | –         | –       | –         | –       | –         | –       | –            | –          | –            | –          |
| Manuel Schäffler           | 3          | 0        | –         | –       | –         | –       | –         | –       | –         | –       | –            | –          | –            | –          |
| Franz Schäffner            | 1          | 0        | –         | –       | –         | –       | –         | –       | –         | –       | –            | –          | –            | –          |
| Bernhard Scharold          | 2          | 0        | –         | –       | 3         | 1       | –         | –       | –         | –       | –            | –          | –            | –          |
| Herbert Scheller           | 8          | 3        | –         | –       | –         | –       | –         | –       | –         | –       | –            | –          | –            | –          |
| Willi Scherer              | –          | –        | –         | –       | 3         | 0       | –         | –       | –         | –       | –            | –          | –            | –          |
| Franz Schick               | –          | –        | –         | –       | 6         | 5       | –         | –       | –         | –       | –            | –          | –            | –          |
| Raphael Schifferl          | –          | –        | –         | –       | 3         | 0       | –         | –       | –         | –       | –            | –          | –            | –          |
| Christoph Schiller         | –          | –        | –         | –       | 1         | 0       | –         | –       | –         | –       | –            | –          | –            | –          |
| Christopher Schindler      | 12         | 0        | –         | –       | –         | –       | –         | –       | –         | –       | –            | –          | –            | –          |
| Niels Schlotterbeck        | 1          | 0        | –         | –       | 4         | 2       | –         | –       | –         | –       | –            | –          | –            | –          |
| Andreas Schmid             | –          | –        | –         | –       | 1         | 0       | –         | –       | –         | –       | –            | –          | –            | –          |
| Bernhard Schmid            | –          | –        | –         | –       | 2         | 1       | –         | –       | –         | –       | –            | –          | –            | –          |
| Julius Schmid              | –          | –        | –         | –       | 1         | 0       | –         | –       | –         | –       | –            | –          | –            | –          |
| Horst Schmidbauer          | 4          | 0        | –         | –       | 6         | 1       | –         | –       | –         | –       | –            | –          | –            | –          |
| Anton Schmidkunz           | 5          | 0        | –         | –       | 13        | 1       | –         | –       | –         | –       | –            | –          | –            | –          |
| Horst Schmidt              | 2          | 0        | 6         | 0       | –         | –       | 5         | 0       | –         | –       | –            | –          | –            | –          |
| Thomas Schmidt             | 1          | 1        | –         | –       | –         | –       | –         | –       | –         | –       | –            | –          | –            | –          |
| Helmut Schmitz             | 1          | 0        | –         | –       | 15        | 2       | –         | –       | –         | –       | –            | –          | –            | –          |
| Jürgen Schnell             | 1          | 0        | –         | –       | 3         | 0       | –         | –       | –         | –       | –            | –          | –            | –          |
| Paul Schönwetter           | –          | –        | –         | –       | 6         | 1       | –         | –       | –         | –       | –            | –          | –            | –          |
| Uwe Schreml                | 2          | 0        | –         | –       | –         | –       | –         | –       | –         | –       | –            | –          | –            | –          |
| Rayk Schröder              | 2          | 0        | –         | –       | –         | –       | –         | –       | –         | –       | 2            | 0          | –            | –          |
| Morris Schröter            | –          | –        | –         | –       | 2         | 1       | –         | –       | –         | –       | –            | –          | –            | –          |
| Markus Schroth             | 12         | 3        | –         | –       | –         | –       | –         | –       | –         | –       | 7            | 1          | –            | –          |
| Fabian Schubert            | –          | –        | –         | –       | 3         | 6       | –         | –       | –         | –       | –            | –          | –            | –          |
| Walter Schuberth           | 3          | 1        | 2         | 0       | –         | –       | 3         | 0       | –         | –       | –            | –          | –            | –          |
| Günter Schucht             | –          | –        | –         | –       | 1         | 0       | –         | –       | –         | –       | –            | –          | –            | –          |
| Jürgen Schütz              | –          | –        | –         | –       | –         | –       | –         | –       | –         | –       | 2            | 1          | –            | –          |
| Heiner Schuhmann           | –          | –        | 4         | 0       | –         | –       | 5         | 1       | –         | –       | –            | –          | –            | –          |
| Dieter Schumacher          | 1          | 0        | –         | –       | –         | –       | –         | –       | –         | –       | 1            | 0          | –            | –          |
| Manfred Schwabl            | 7          | 2        | –         | –       | –         | –       | –         | –       | –         | –       | 3            | 0          | –            | –          |
| Benjamin Schwarz           | 2          | 0        | –         | –       | –         | –       | –         | –       | –         | –       | –            | –          | –            | –          |
| Danny Schwarz              | 9          | 1        | –         | –       | –         | –       | –         | –       | –         | –       | 1            | 0          | –            | –          |
| Herbert Schweers           | –          | –        | –         | –       | –         | –       | –         | –       | –         | –       | 1            | 0          | –            | –          |
| Thomas Schwegle            | –          | –        | –         | –       | 1         | 0       | –         | –       | –         | –       | –            | –          | –            | –          |
| Daniel Sciopu              | –          | –        | –         | –       | 1         | 0       | –         | –       | –         | –       | –            | –          | –            | –          |
| Thomas Seeliger            | 3          | 0        | –         | –       | –         | –       | –         | –       | –         | –       | –            | –          | –            | –          |
| Hans-Dieter Seelmann       | 1          | 0        | 6         | 0       | –         | –       | 1         | 0       | –         | –       | –            | –          | –            | –          |
| Simon Seferings            | 0          | 0        | –         | –       | 7         | 2       | –         | –       | –         | –       | –            | –          | –            | –          |
| Peter Sehorz               | 2          | 0        | –         | –       | 4         | 1       | –         | –       | –         | –       | –            | –          | –            | –          |
| Klaus Seidel               | –          | –        | –         | –       | 13        | 2       | –         | –       | –         | –       | –            | –          | –            | –          |
| Rudolf Seider              | 1          | 0        | –         | –       | 5         | 0       | –         | –       | –         | –       | –            | –          | –            | –          |
| Ivica Senzen               | 7          | 1        | –         | –       | –         | –       | –         | –       | –         | –       | –            | –          | –            | –          |
| Shao Jiayi                 | 4          | 2        | –         | –       | –         | –       | –         | –       | –         | –       | –            | –          | –            | –          |
| Wolfgang Sidka             | 4          | 1        | –         | –       | –         | –       | –         | –       | –         | –       | –            | –          | –            | –          |
| Krisztián Simon            | 1          | 0        | –         | –       | –         | –       | –         | –       | –         | –       | –            | –          | –            | –          |
| Wolfgang Simon             | –          | –        | 8         | 5       | –         | –       | –         | –       | –         | –       | –            | –          | –            | –          |
| Meris Skenderović          | 1          | 0        | –         | –       | 4         | 7       | –         | –       | –         | –       | –            | –          | –            | –          |
| Roland Sobek               | 3          | 0        | –         | –       | 10        | 2       | –         | –       | –         | –       | –            | –          | –            | –          |
| Walter Sohnle              | –          | –        | 6         | 0       | 5         | 0       | –         | –       | –         | –       | –            | –          | –            | –          |
| Arnold Sommer              | –          | –        | –         | –       | 1         | 0       | –         | –       | –         | –       | –            | –          | –            | –          |
| Fritz Sommer               | –          | –        | 1         | 0       | 1         | 0       | –         | –       | –         | –       | –            | –          | –            | –          |
| Martin Spanring            | 3          | 1        | –         | –       | 6         | 0       | –         | –       | –         | –       | –            | –          | –            | –          |
| Thomas Spindler            | –          | –        | –         | –       | 2         | 0       | –         | –       | –         | –       | –            | –          | –            | –          |
| Wolfgang Spindler          | 3          | 0        | –         | –       | –         | –       | –         | –       | –         | –       | –            | –          | –            | –          |
| Uwe Stächelin              | 1          | 0        | –         | –       | –         | –       | –         | –       | –         | –       | –            | –          | –            | –          |
| Dominik Stahl              | 6          | 0        | –         | –       | –         | –       | –         | –       | –         | –       | –            | –          | –            | –          |
| Yannick Stark              | 3          | 0        | –         | –       | –         | –       | –         | –       | –         | –       | –            | –          | –            | –          |
| Manfred Starke             | –          | –        | –         | –       | 1         | 0       | –         | –       | –         | –       | –            | –          | –            | –          |
| Norbert Starzak            | 5          | 1        | –         | –       | –         | –       | –         | –       | –         | –       | –            | –          | –            | –          |
| Keanu Staude               | 2          | 0        | –         | –       | 4         | 0       | –         | –       | –         | –       | –            | –          | –            | –          |
| Tobias Steer               | 0          | 0        | –         | –       | 1         | 0       | –         | –       | –         | –       | –            | –          | –            | –          |
| Phillipp Steinhart         | 6          | 2        | –         | –       | 10        | 0       | –         | –       | –         | –       | –            | –          | –            | –          |
| Markus Steinhöfer          | 1          | 0        | –         | –       | –         | –       | –         | –       | –         | –       | –            | –          | –            | –          |
| Rudolf Steiner             | 17         | 0        | 7         | 1       | –         | –       | –         | –       | 6         | 0       | 6            | 0          | 2            | 0          |
| Alfons Stemmer             | 9          | 0        | 13        | 2       | –         | –       | –         | –       | –         | –       | –            | –          | –            | –          |
| Johann-Ludwig Stepberger   | –          | –        | –         | –       | 1         | 1       | –         | –       | –         | –       | –            | –          | –            | –          |
| Josef Stering              | 6          | 1        | –         | –       | –         | –       | –         | –       | –         | –       | –            | –          | –            | –          |
| Miroslav Stević            | 8          | 1        | –         | –       | –         | –       | –         | –       | –         | –       | 7            | 0          | –            | –          |
| Günther Stockinger         | –          | –        | –         | –       | 3         | 1       | –         | –       | –         | –       | –            | –          | –            | –          |
| Richard Stöckle            | –          | –        | –         | –       | 2         | 1       | –         | –       | –         | –       | –            | –          | –            | –          |
| Filip Stojković            | 2          | 0        | –         | –       | –         | –       | –         | –       | –         | –       | –            | –          | –            | –          |
| Moritz Stoppelkamp         | 5          | 4        | –         | –       | –         | –       | –         | –       | –         | –       | –            | –          | –            | –          |
| Armin Störzenhofecker      | 7          | 2        | –         | –       | 8         | 2       | –         | –       | –         | –       | –            | –          | –            | –          |
| Jürgen Strack              | 6          | 0        | –         | –       | –         | –       | –         | –       | –         | –       | –            | –          | –            | –          |
| Martin Stranzl             | 6          | 0        | –         | –       | –         | –       | –         | –       | –         | –       | 7            | 0          | 2            | 0          |
| Josef Strauß               | –          | –        | 1         | 0       | 1         | 0       | –         | –       | –         | –       | –            | –          | –            | –          |
| Alexander Strobl           | 1          | 0        | –         | –       | 3         | 0       | –         | –       | –         | –       | –            | –          | –            | –          |
| Ralf Strogies              | 2          | 0        | –         | –       | 2         | 0       | –         | –       | –         | –       | –            | –          | –            | –          |
| Rudi Sturz                 | 7          | 2        | –         | –       | –         | –       | –         | –       | –         | –       | –            | –          | –            | –          |
| Davor Šuker                | 5          | 3        | –         | –       | –         | –       | –         | –       | –         | –       | 0            | 0          | –            | –          |
| Valmir Sulejmani           | –          | –        | –         | –       | 4         | 3       | –         | –       | –         | –       | –            | –          | –            | –          |
| Wolfgang Summer            | –          | –        | –         | –       | 1         | 0       | –         | –       | –         | –       | –            | –          | –            | –          |
| Devin Sür                  | 0          | 0        | –         | –       | 7         | 0       | –         | –       | –         | –       | –            | –          | –            | –          |
| Erik Tallig                | 4          | 0        | –         | –       | 9         | 1       | –         | –       | –         | –       | –            | –          | –            | –          |
| Filip Tapalović            | 3          | 0        | –         | –       | –         | –       | 1         | 0       | –         | –       | 8            | 1          | –            | –          |
| Niklas Tarnat              | –          | –        | –         | –       | 4         | 0       | –         | –       | –         | –       | –            | –          | –            | –          |
| Jürgen Täuber              | –          | –        | –         | –       | 2         | 0       | –         | –       | –         | –       | –            | –          | –            | –          |
| Lino Tempelmann            | –          | –        | –         | –       | 2         | 0       | –         | –       | –         | –       | –            | –          | –            | –          |
| Günter Thaler              | –          | –        | –         | –       | 2         | 0       | –         | –       | –         | –       | –            | –          | –            | –          |
| Thalmeier                  | –          | –        | –         | –       | 1         | 0       | –         | –       | –         | –       | –            | –          | –            | –          |
| Markus Thorandt            | 4          | 0        | –         | –       | –         | –       | –         | –       | –         | –       | –            | –          | –            | –          |
| Martin Tilner              | –          | –        | –         | –       | 1         | 0       | –         | –       | –         | –       | –            | –          | –            | –          |
| Heinz Tochtermann          | 2          | 1        | –         | –       | –         | –       | –         | –       | –         | –       | –            | –          | –            | –          |
| Marin Tomasov              | 6          | 0        | –         | –       | –         | –       | –         | –       | –         | –       | –            | –          | –            | –          |
| Bernhard Trares            | 9          | 0        | –         | –       | 2         | 0       | –         | –       | –         | –       | 3            | 0          | –            | –          |
| Philipp Tschauner          | 5          | 0        | –         | –       | –         | –       | –         | –       | –         | –       | –            | –          | –            | –          |
| Uğur Türk                  | 0          | 0        | –         | –       | 3         | 0       | –         | –       | –         | –       | –            | –          | –            | –          |
| Roman Týce                 | 10         | 0        | –         | –       | –         | –       | 1         | 0       | –         | –       | 8            | 1          | 1            | 0          |
| Felix Uduokhai             | 1          | 0        | –         | –       | –         | –       | –         | –       | –         | –       | –            | –          | –            | –          |
| Guillermo Vallori          | 3          | 1        | –         | –       | –         | –       | –         | –       | –         | –       | –            | –          | –            | –          |
| Gerald Vanenburg           | 3          | 0        | –         | –       | –         | –       | –         | –       | –         | –       | –            | –          | –            | –          |
| Jesper Verlaat             | 1          | 0        | –         | –       | 4         | 1       | –         | –       | –         | –       | –            | –          | –            | –          |
| Klaus Vöhringer            | 4          | 1        | –         | –       | –         | –       | –         | –       | –         | –       | –            | –          | –            | –          |
| Kevin Volland              | 3          | 1        | –         | –       | –         | –       | –         | –       | –         | –       | –            | –          | –            | –          |
| René Vollath               | –          | –        | –         | –       | 1         | 0       | –         | –       | –         | –       | –            | –          | –            | –          |
| Korbinian Vollmann         | 1          | 0        | –         | –       | –         | –       | –         | –       | –         | –       | –            | –          | –            | –          |
| Rudi Völler                | 4          | 3        | –         | –       | –         | –       | –         | –       | –         | –       | –            | –          | –            | –          |
| Moritz Volz                | 6          | 0        | –         | –       | –         | –       | –         | –       | –         | –       | –            | –          | –            | –          |
| Tomáš Votava               | 6          | 0        | –         | –       | –         | –       | 1         | 0       | –         | –       | 2            | 0          | 1            | 0          |
| Dragan Vranes              | –          | –        | –         | –       | 2         | 0       | –         | –       | –         | –       | –            | –          | –            | –          |
| Albion Vrenezi             | 1          | 0        | –         | –       | 2         | 1       | –         | –       | –         | –       | –            | –          | –            | –          |
| Nemanja Vučićević          | 3          | 1        | –         | –       | –         | –       | –         | –       | –         | –       | –            | –          | –            | –          |
| Herbert Waas               | 2          | 0        | –         | –       | –         | –       | –         | –       | –         | –       | –            | –          | –            | –          |
| Klaus Wabra                | –          | –        | –         | –       | 3         | 0       | –         | –       | –         | –       | –            | –          | –            | –          |
| Andreas Wächter            | 1          | 0        | –         | –       | 2         | 2       | –         | –       | –         | –       | –            | –          | –            | –          |
| Manfred Wagner             | 16         | 0        | 13        | 3       | –         | –       | –         | –       | 5         | 0       | 10           | 0          | 2            | 0          |
| Marco Walker               | 3          | 1        | –         | –       | –         | –       | –         | –       | –         | –       | 6            | 0          | –            | –          |
| Stefan Wannenwetsch        | 2          | 0        | –         | –       | –         | –       | –         | –       | –         | –       | –            | –          | –            | –          |
| Felix Weber                | 2          | 1        | –         | –       | 6         | 0       | –         | –       | –         | –       | –            | –          | –            | –          |
| Eric Weeger                | 0          | 0        | –         | –       | 7         | 0       | –         | –       | –         | –       | –            | –          | –            | –          |
| Julian Weigl               | 1          | 0        | –         | –       | –         | –       | –         | –       | –         | –       | –            | –          | –            | –          |
| Weilermann                 | –          | –        | –         | –       | 2         | 0       | –         | –       | –         | –       | –            | –          | –            | –          |
| Daniel Wein                | 4          | 0        | –         | –       | 11        | 0       | –         | –       | –         | –       | –            | –          | –            | –          |
| Markus Weissenberger       | 9          | 8        | –         | –       | –         | –       | –         | –       | –         | –       | 7            | 0          | –            | –          |
| Erich Weixler              | –          | –        | 5         | 1       | –         | –       | 2         | 0       | –         | –       | –            | –          | –            | –          |
| Hans-Joachim Weller        | –          | –        | 4         | 0       | –         | –       | 5         | 1       | –         | –       | –            | –          | –            | –          |
| Werkmann                   | –          | –        | –         | –       | 1         | 0       | –         | –       | –         | –       | –            | –          | –            | –          |
| Christian Werner           | 1          | 0        | –         | –       | –         | –       | –         | –       | –         | –       | –            | –          | –            | –          |
| Hans Weskamp               | –          | –        | 1         | 0       | –         | –       | –         | –       | –         | –       | –            | –          | –            | –          |
| Nathan Wicht               | 0          | 0        | –         | –       | 3         | 0       | –         | –       | –         | –       | –            | –          | –            | –          |
| Michael Wiesinger          | 7          | 2        | –         | –       | –         | –       | –         | –       | –         | –       | 5            | 0          | –            | –          |
| Frank Wild                 | –          | –        | –         | –       | 3         | 0       | –         | –       | –         | –       | –            | –          | –            | –          |
| Rudolf Wilhelm             | –          | –        | 2         | 0       | –         | –       | –         | –       | –         | –       | –            | –          | –            | –          |
| Marius Willsch             | 3          | 0        | –         | –       | 12        | 1       | –         | –       | –         | –       | –            | –          | –            | –          |
| Stephan Windsperger        | 3          | 0        | –         | –       | 15        | 3       | –         | –       | –         | –       | –            | –          | –            | –          |
| Erich Winkelhofer          | –          | –        | –         | –       | 2         | 0       | –         | –       | –         | –       | –            | –          | –            | –          |
| Bernhard Winkler           | 13         | 11       | –         | –       | –         | –       | 1         | 0       | –         | –       | 7            | 3          | 2            | 0          |
| Maximilian Wittek          | 6          | 0        | –         | –       | –         | –       | –         | –       | –         | –       | –            | –          | –            | –          |
| Horst Wohlers              | 5          | 1        | –         | –       | –         | –       | –         | –       | –         | –       | –            | –          | –            | –          |
| Grzegorz Wojtkowiak        | 4          | 0        | –         | –       | –         | –       | –         | –       | –         | –       | –            | –          | –            | –          |
| Marius Wolf                | 3          | 0        | –         | –       | –         | –       | –         | –       | –         | –       | –            | –          | –            | –          |
| Markus Wolf                | 1          | 0        | –         | –       | 11        | 2       | –         | –       | –         | –       | –            | –          | –            | –          |
| Uwe Wolf                   | 1          | 0        | –         | –       | –         | –       | –         | –       | –         | –       | –            | –          | –            | –          |
| Maximilian Wolfram         | –          | –        | –         | –       | 3         | 1       | –         | –       | –         | –       | –            | –          | –            | –          |
| Josh Wolff                 | 3          | 0        | –         | –       | –         | –       | –         | –       | –         | –       | –            | –          | –            | –          |
| Jürgen Wolke               | 2          | 0        | –         | –       | 5         | 0       | –         | –       | –         | –       | –            | –          | –            | –          |
| Bobby Wood                 | 4          | 0        | –         | –       | –         | –       | –         | –       | –         | –       | –            | –          | –            | –          |
| Marius Wörl                | 0          | 0        | –         | –       | 3         | 2       | –         | –       | –         | –       | –            | –          | –            | –          |
| Timur Yanyalı              | 2          | 0        | –         | –       | –         | –       | –         | –       | –         | –       | –            | –          | –            | –          |
| Sertan Yegenoglu           | 2          | 0        | –         | –       | –         | –       | –         | –       | –         | –       | –            | –          | –            | –          |
| Hans-Peter Zacher          | –          | –        | 1         | 0       | –         | –       | –         | –       | –         | –       | –            | –          | –            | –          |
| Timo Zahnleiter            | –          | –        | 7         | 1       | –         | –       | 5         | 0       | –         | –       | –            | –          | –            | –          |
| Thomas Zander              | 8          | 0        | –         | –       | 4         | 0       | –         | –       | –         | –       | –            | –          | –            | –          |
| Ludwig Zausinger           | –          | –        | 8         | 0       | –         | –       | –         | –       | –         | –       | –            | –          | –            | –          |
| Peter Zeiler               | –          | –        | –         | –       | 2         | 1       | –         | –       | –         | –       | –            | –          | –            | –          |
| Rudolf Zeiser              | 19         | 2        | 4         | 1       | –         | –       | –         | –       | 6         | 0       | 8            | 0          | 2            | 0          |
| Eroll Zejnullahu           | –          | –        | –         | –       | 3         | 2       | –         | –       | –         | –       | –            | –          | –            | –          |
| Ned Zelic                  | 6          | 0        | –         | –       | –         | –       | 1         | 0       | –         | –       | 10           | 0          | 1            | 0          |
| Björn Ziegenbein           | 1          | 0        | –         | –       | –         | –       | –         | –       | –         | –       | –            | –          | –            | –          |
| Thomas Ziemer              | 1          | 0        | –         | –       | 4         | 1       | –         | –       | –         | –       | –            | –          | –            | –          |
| Markus Ziereis             | 2          | 0        | –         | –       | 9         | 13      | –         | –       | –         | –       | –            | –          | –            | –          |
| Jan Zimmermann             | 2          | 0        | –         | –       | –         | –       | –         | –       | –         | –       | –            | –          | –            | –          |
| Thomas Zinkl               | –          | –        | –         | –       | 2         | 0       | –         | –       | –         | –       | –            | –          | –            | –          |
| Joël Zwarts                | –          | –        | –         | –       | 1         | 0       | –         | –       | –         | –       | –            | –          | –            | –          |

Anmerkungen:
- Die Spiele des Intertoto-Cups in den 1960er und 1970er Jahren sind nicht berücksichtigt.
- Ein „–“ bedeutet, dass die Mannschaft während der Zeit des Spielers im Aufgebot des TSV 1860 im betreffenden Wettbewerb keine Partie bestritten hat.